# Mariehamn
Mariehamn este o comună din Finlanda și capitala Insulelor Åland.